# Seznam dílů seriálu Nenasytná
Toto je seznam dílů seriálu Nenasytná. Americký černohumorný televizní seriál Nenasytná byl zveřejněn na Netflixu.

## Přehled řad
| Řada | Díly | Premiéra na Netflixu |
| ---- | ---- | -------------------- |
| 1    | 12   | 10. srpna 2018       |
| 2    | 10   | 11. října 2019       |

## Seznam dílů

### První řada (2018)
| Č. v seriálu | Č. v řadě | Původní název          | Český název                | Režie           | Scénář                          | Premiéra na Netflixu |
| ------------ | --------- | ---------------------- | -------------------------- | --------------- | ------------------------------- | -------------------- |
| 1            | 1         | Pilot                  | Pilotní díl                | Andrew Fleming  | Lauren Gussis                   | 10. srpna 2018       |
| 2            | 2         | Skinny Is Magic        | Patty v nesnázích          | Andrew Fleming  | Lauren Gussis a Jace Richdale   | 10. srpna 2018       |
| 3            | 3         | Miss Bareback Buckaroo | Miss kovbojka              | Andrew Fleming  | Kari Drake a Craig Chester      | 10. srpna 2018       |
| 4            | 4         | WMBS                   | Spolek pro pracující matky | Maggie Kiley    | Danielle Hoover a David Monahan | 10. srpna 2018       |
| 5            | 5         | Bikinis and Bitches    | Trable s telefonem         | Andrew Fleming  | Lauren Gussis a Andrew Green    | 10. srpna 2018       |
| 6            | 6         | Dunk 'N' Donut         | Křest koblihou             | Brian Dannelly  | Kari Drake a Jace Richdale      | 10. srpna 2018       |
| 7            | 7         | Miss Magic Jesus       | Miss Kouzelný Ježíš        | Lev L. Spiro    | Danielle Hoover a David Monahan | 10. srpna 2018       |
| 8            | 8         | Wieners and Losers     | Důležité rozhodnutí        | Andrew Fleming  | Lauren Gussis a Jenina Kibuka   | 10. srpna 2018       |
| 9            | 9         | Bad Kitty              | Pocity a démoni            | Steven Tsuchida | Jace Richdale                   | 10. srpna 2018       |
| 10           | 10        | Banana Heart Banana    | Banánová láska             | Elodie Keene    | Tim Schlattmann                 | 10. srpna 2018       |
| 11           | 11        | Winners Win. Period.   | Vítězové vyhrávají. Tečka. | Lev L. Spiro    | Lauren Gussis a Michael Ellis   | 10. srpna 2018       |
| 12           | 12        | Why Bad Things Happen  | Únos                       | Andrew Fleming  | Lauren Gussis a Jace Richdale   | 10. srpna 2018       |

### Druhá řada (2019)
| Č. v seriálu | Č. v řadě | Původní název           | Český název          | Režie          | Scénář                         | Premiéra na Netflixu |
| ------------ | --------- | ----------------------- | -------------------- | -------------- | ------------------------------ | -------------------- |
| 13           | 1         | Pig                     | Prase                | Andrew Fleming | Lauren Gussis                  | 11. října 2019       |
| 14           | 2         | Dead Girl               | Mrtvá                | Brian Dannelly | Rick Cleveland                 | 11. října 2019       |
| 15           | 3         | Boomerang               | Bumerang             | Damian Marcano | Scott King                     | 11. října 2019       |
| 16           | 4         | Poison Patty            | Jedovatá Patty       | Andrew Fleming | Lauren Gussis a Andrew Fleming | 11. října 2019       |
| 17           | 5         | Finding Magnolia        | Hledá se Magnolia    | Brian Dannelly | Jessica Watson                 | 11. října 2019       |
| 18           | 6         | Eat and Run             | Jen jíst a běhat     | Ryan Shiraki   | Lisa Parsons                   | 11. října 2019       |
| 19           | 7         | Full Brazilian          | Po brazilsku         | Nancy Hower    | Gil Hizon                      | 11. října 2019       |
| 20           | 8         | Pretty in Prison        | Kráska ve vězení     | Suzi Yoonessi  | Michael Ellis                  | 11. října 2019       |
| 21           | 9         | Ladybomb                | Dámská bomba         | Brian Dannelly | Roxy Röckenwagner              | 11. října 2019       |
| 22           | 10        | The Most You You Can Be | Co nejvíc sama sebou | Andrew Fleming | Lauren Gussis a Rick Cleveland | 11. října 2019       |